# Nikisiałka Mała
Nikisiałka Mała – wieś sołecka w Polsce położona w województwie świętokrzyskim, w powiecie opatowskim, w gminie Opatów.
Przez wieś przechodzi  żółty szlak rowerowy z Sandomierza do Opatowa.

## Historia wsi
Od 1815 roku Nikisiałka leżała w granicach Królestwa Polskiego, którego królami byli carowie Rosji. 
W 1864 car Aleksander II Romanow wydał dekret o uwłaszczeniu włościan w Królestwie Polskim. Na mocy tego dekretu mieszkańcy Nikisiałki stali się właścicielami posiadanej ziemi i budynków.
W czasie okupacji niemieckiej Nikisiałkę Małą opanował oddział Armii Ludowej dowodzony przez Tadeusza Szymańskiego ps. Góral. W tym czasie we dworze w Nikisiałce przebywał Leonard Zub-Zdanowicz z NSZ, i prawdopodobnie tylko dlatego uniknął śmierci, że w oddziale AL wystąpiło zamieszanie związane z obławą zorganizowaną przez żandarmerię niemiecką, przez co udało mu się uciec. Oddział AL wycofał się jednak żandarmeria niemiecka dla bezpieczeństwa zapewniła eskortę hrabiance Wybranowskiej w drodze z Nikisiałki do Opatowa. 
W latach 1975–1998 miejscowość administracyjnie należała do województwa tarnobrzeskiego.
Współcześnie w gminie Opatów występują Nikisiałka Duża i Nikisiałka Mała.
Według spisu powszechnego z roku 2011 w Nikisiałce Małej było 42 budynki i 90 mieszkańców

## Części wsi
| SIMC    | Nazwa      | Rodzaj    |
| ------- | ---------- | --------- |
| 0801680 | Dzierążnia | część wsi |
| 0801697 | Dziury     | część wsi |
| 0801705 | Polakówka  | część wsi |
| 0801711 | Resztówka  | część wsi |
| 0801728 | Ukraina    | część wsi |
| 0801734 | Żółczyce   | część wsi |

Według spisu powszechnego z roku 1921 w gminie Opatów spisano:
| Nikisialka Duża | kolonia | 32 domy  | 206 mieszkańców |
| Nikisialka Duża | wieś    | 30 domów | 164 mieszkańców |
| Nikisialka Mała | folwark | 2 domy   | 134 mieszkańców |
| Nikisialka Mała | kolonia | 13 domów | 86 mieszkańców  |
| Nikisiałka Mała | wieś    | 11 domów | 63 mieszkańców  |

## Zabytki
Zespół dworski z II połowy XVIII w., wpisany do rejestru zabytków nieruchomych (nr rej.: A.526/1-2 z 15.06.1967, z 16.06.1977 i z 29.03.1984).